# Rubus bavaricus
Rubus bavaricus — вид квіткових рослин з родини трояндових (Rosaceae). Ареал: Південно-Східна Німеччина (Баден-Вюртемберг, Баварія, Саксонія), Польща, Західна Чехія.